# 19444 Еддікотт
19444 Еддікотт (1998 FT109, 1986 TY6, 1986 VQ5, 19444 Addicott) — астероїд головного поясу, відкритий 31 березня 1998 року.
Тіссеранів параметр щодо Юпітера — 3,593.